# رازبة بقرية
رازبة بقرية (الاسم العلمي:Rhizopus bovinus) هي نوع من الفطريات تتبع جنس الرازبة من الفصيلة العفنية.